# Sandviks kyrka
Sandviks kyrka är en kyrkobyggnad i Sandvik i Växjö stift. Den är församlingskyrka i Burseryds församling. Kyrkan ligger på en halvö i sjön Fegen i Gislaveds kommun.

## Kyrkobyggnaden
Äldsta kyrkan på platsen uppfördes sannolikt i början av 1100-talet. En kyrka uppförd på 1600-talet eldhärjades 1896.
Nuvarande stenkyrka i nygotisk stil uppfördes 1899 efter ritningar av arkitekterna Gustaf Petterson och Sven Gratz.
Kyrkan, med väggar av huggen granit, består av långhus med ett smalare, flersidigt kor i öster och torn i väster. Norr om koret finns en vidbyggd sakristia. En omfattande inre renovering genomfördes 1985 då kyrkorummets ursprungliga färger i rött, grönt, guld och ekådring återställdes.
Korfönstren är blyinfattade och har glasmålningar föreställande korsfästelsen och uppståndelsen.

## Inventarier
- En altaruppsats, byggd 1744 av Sven Segervall, räddades när förra kyrkan brann.
- Basunängel tillverkad av Erik Nilsson, Harplinge

### Orgel
- 1882 bygger Johannes Andersson i Långaryd en orgel med 5 stämmor.
- Den nuvarande orgeln är byggd 1901 av Johannes Magnusson, Göteborg och är en mekanisk orgel.

| Manual          | Pedal'  |
| Borduna 16´ B/D | Bihängd |
| Principal 8´    |         |
| Rörflöjt 8'     |         |
| Salicional 8'   |         |
| Violin 8'       |         |
| Octava 4'       |         |
| Trumpet 8'      |         |